# Petrčane
Petrčane (früher auch „Petrčani“; italienisch Peterzane) ist ein Dorf in der Gespanschaft Zadar in Kroatien.

## Lage und Einwohner
Das Dorf  liegt etwa 12 Kilometer nordwestlich von Zadar an der gleichnamigen Bucht am Kanal von Zadar und ist im Sommer ein Ferienort. Der Ort wird dabei von den beiden Halbinseln Punta Skala und Punta Radman umrahmt. Er gliedert sich in den am Meer gelegenen Ortsteil Donje Petrčane sowie den höher gelegenen Ortsteil Gornje Petrčane. 2011 lebten 601 Menschen in dem Ort.

## Geschichte
Die Geschichte des Ortes reicht etwa 800 Jahre zurück, im Mittelalter war Petrčane im Besitz der Klöster des Chrysogonus von Aquileia und Heiligen Plato aus Zara. Die Bevölkerung beschäftigte sich vorrangig mit Fischfang und Landwirtschaft, heute ist der Tourismus Haupteinnahmequelle. Im Sommer fand bis 2012 das Garden Festival statt, ein Techno Event. Dieses findet seit 2013 in Tisno statt.
Südöstlich des Ortes am Meeresufer ist das Gebäude der ehemaligen Bartholomäuskirche (12. bis 13. Jahrhundert) mit einem massiven Glockenturm an der Stirnseite erhalten geblieben, dieser diente später als Wohngebäude (Kulina). An den Wänden sind Reste von Wandmalereien zu sehen.